# João Amaral
João Pedro Reis Amaral (Vila Nova de Gaia, 7 september 1991) is een Portugees voetballer die doorgaans speelt als vleugelspeler. In juli 2025 verruilde hij Politehnica Iași voor Serik Belediyespor.

## Clubcarrière
Amaral speelde in de jeugd van Vilanovense en kwam via Candal terecht bij Padroense. Hierna speelde hij in dezelfde competitie voor Mirandela, Pedras Rubras en op huurbasis bij Oliveirense. In 2016 trok Vitória Setúbal hem aan, waarmee hij in de Primeira Liga ging spelen. In twee seizoenen bij Vitória speelde hij achtereenvolgens vijf en negen competitiedoelpunten. Na deze twee jaargangen maakte Amaral de overstap naar Benfica, waar hij zijn handtekening zette onder een verbintenis voor de duur van drie seizoenen. Zonder in actie te kunnen komen voor zijn nieuwe club verkaste Amaral alweer. In juli 2018 nam Lech Poznań de Portugees over voor circa anderhalf miljoen euro. Amaral vertrok in januari 2020 voor anderhalf jaar op huurbasis naar Paços de Ferreira. In december 2021 verlengde de Portugees zijn verbintenis bij Lech Poznań met twee seizoenen tot medio 2024. Medio 2023 verkaste Amaral naar Kocaelispor, waar hij voor twee jaar tekende. Hiervan zat hij er één uit, want medio 2024 verkaste Amaral naar Al-Batin. De Portugees vertrok in januari 2025, waarna hij bijna drie maanden later voor Politehnica Iași tekende. Later dat jaar nam Serik Belediyespor Amaral hem over.

## Clubstatistieken
| Seizoen | Club                | Competitie             | Competitie | Competitie | Beker | Beker | Internationaal | Internationaal | Totaal | Totaal |
| Seizoen | Club                | Competitie             | Wed.       | Dlp.       | Wed.  | Dlp.  | Wed.           | Dlp.           | Wed.   | Dlp.   |
| ------- | ------------------- | ---------------------- | ---------- | ---------- | ----- | ----- | -------------- | -------------- | ------ | ------ |
| 2012/13 | Padroense           | Campeonato de Portugal | 29         | 3          | 0     | 0     | —              | —              | 29     | 3      |
| 2013/14 | Mirandela           | Campeonato de Portugal | 32         | 6          | 0     | 0     | —              | —              | 32     | 6      |
| 2014/15 | Pedras Rubras       | Campeonato de Portugal | 8          | 1          | 0     | 0     | —              | —              | 8      | 1      |
| 2014/15 | → Oliveirense       | Campeonato de Portugal | 21         | 6          | 0     | 0     | —              | —              | 21     | 6      |
| 2015/16 | Pedras Rubras       | Campeonato de Portugal | 32         | 6          | 0     | 0     | —              | —              | 32     | 6      |
| 2016/17 | Vitória Setúbal     | Primeira Liga          | 33         | 5          | 3     | 0     | —              | —              | 36     | 5      |
| 2017/18 | Vitória Setúbal     | Primeira Liga          | 33         | 9          | 7     | 0     | —              | —              | 40     | 9      |
| 2018/19 | Benfica             | Primeira Liga          | —          | —          | —     | —     | —              | —              | 0      | 0      |
| 2018/19 | Lech Poznań         | Ekstraklasa            | 25         | 8          | 2     | 1     | 3              | 1              | 30     | 10     |
| 2019/20 | Lech Poznań         | Ekstraklasa            | 15         | 3          | 2     | 0     | —              | —              | 17     | 3      |
| 2019/20 | → Paços de Ferreira | Primeira Liga          | 19         | 1          | 1     | 0     | —              | —              | 20     | 1      |
| 2020/21 | → Paços de Ferreira | Primeira Liga          | 29         | 1          | 3     | 0     | —              | —              | 32     | 1      |
| 2021/22 | Lech Poznań         | Ekstraklasa            | 32         | 14         | 4     | 3     | —              | —              | 36     | 17     |
| 2022/23 | Lech Poznań         | Ekstraklasa            | 21         | 2          | 0     | 0     | 13             | 2              | 34     | 4      |
| 2023/24 | Kocaelispor         | 1. Lig                 | 33         | 4          | 1     | 0     | —              | —              | 34     | 4      |
| 2024/25 | Al-Batin            | First Division League  | 12         | 1          | 1     | 0     | —              | —              | 13     | 1      |
| 2024/25 | Politehnica Iași    | Liga 1                 | 0          | 0          | 0     | 0     | —              | —              | 0      | 0      |
| 2025/26 | Serik Belediyespor  | 1. Lig                 | 7          | 0          | 0     | 0     | —              | —              | 7      | 0      |
| Totaal  | Totaal              | Totaal                 | 381        | 70         | 24    | 4     | 16             | 3              | 421    | 77     |

Bijgewerkt op 21 juli 2025.

## Erelijst
| Ekstraklasa | 1 | 2021/22 |